# NGC 5531
NGC 5531 ist eine 13,7 mag helle Linsenförmige Galaxie vom Hubble-Typ S0 im Sternbild Bärenhüter am Nordsternhimmel.  Sie ist schätzungsweise 347 Millionen Lichtjahre von der Milchstraße entfernt und hat einen Durchmesser von etwa 95.000 Lichtjahren.
Im selben Himmelsareal befinden sich u. a. die Galaxien NGC 5532, PGC 1384516, PGC 1385124, PGC 3091164.
Das Objekt wurde am 7. Februar 1862 von Heinrich Louis d’Arrest entdeckt.